# De Poel (film)
De Poel is een Nederlandse bovennatuurlijke thriller/horrorfilm uit 2014 onder regie van Chris W. Mitchell. Hij schreef het verhaal samen met hoofdrolspeler Gijs Scholten van Aschat. De Poel won een Gouden Kalf voor het geluid.

## Verhaal
De ontslagen bankmedewerkers Lennaert en Rob gaan samen kamperen. Lennaert neemt zijn vrouw Sylke en zonen Marco en Jan mee, Rob zijn dochter Emilie. Wanneer ze aankomen bij de omheining van een natuurgebied, knipt Lennaert het prikkeldraad door en gaat het zestal het verboden terrein op. Zo komen ze bij de rand van een poel. Hier zetten ze hun tenten op.
Wanneer de groep wil gaan eten, blijkt het grootste deel van het vers gekochte voedsel verrot in de verpakking te zitten. Bovendien werkt de kookbrander niet. Lennaert verdeelt de groep daarom in drie tweetallen en geeft ieder paar opdracht brandhout en iets eetbaars te zoeken. Terwijl hij zelf in het bos zijn deel bij elkaar zoekt, ziet hij daar zijn vrouw met Rob vrijen. Hij zegt niets en maakt zich onopgemerkt uit de voeten. Rob meldt zich later in het kamp met een dood konijn dat hij zo heeft gevonden. Nadat Lennaert iets zegt over de mogelijke ziektes in het karkas van het dier, gooit Rob het in de poel. Jan komt terug met bosui.
Wanneer Rob de volgende morgen wakker wordt, hangt er een konijn gevild in zijn tent. Het beetje eten dat nog goed was, ligt buiten in het gras. Iedereen ontkent dit gedaan te hebben. Jan heeft gedroomd dat hij die nacht in de poel zwom en daarin een jonge vrouw zag. Wanneer hij uit zijn tent komt, blijken zijn onderbenen bedekt met opgedroogd slijk. Iedereen wil inmiddels liever naar huis, behalve Lennaert. De zes spreken daarom af nog één dag te blijven. Lennaert neemt Jan mee om boodschappen te gaan doen, maar na uren lopen staan ze onbedoeld weer in het kamp. Bij gebrek aan iets anders bakt Sylke de aal die Rob uit de poel heeft opgevist. Iedereen eet ervan, behalve Lennaert. Hij is de enige die 's avonds niet over hoeft te geven. Wanneer Lennaert in het bos loopt, ziet hij daar een verschijning van dezelfde jonge vrouw die Jan zag in zijn droom. 's Nachts droomt hij zelf dat hij Rob wurgt.
Rob ligt 's morgens dood in zijn tent, gestikt. Jan heeft opnieuw over de vrouw gedroomd. Hij blijkt een schelp in zijn hand te hebben die ze hem in de droom gaf. Marco en Emilie blijven bij Rob, terwijl Lennaert, Jan en Sylke een weg uit het bos gaan zoeken om Robs dood aan te geven. Ook met zijn drieën belanden ze na verloop van tijd weer terug bij het kamp. Marco's vinger blijkt zwaar geïnfecteerd. Zijn vader snijdt die daarom af met een jachtmes, om bloedvergiftiging te voorkomen. Silke en Emilie gaan nu een weg uit het bos zoeken, maar ook zij komen weer uit op de plek waar ze begonnen.
Lennaert heeft een nieuwe ontmoeting met de vrouwelijke verschijning in het bos. Ze draagt hem op om Sylke te vermoorden, zodat ze samen verder kunnen. Wanneer zijn vrouw later tegen hem schreeuwt, geeft hij haar een klap. Hierdoor valt ze op de grond. Lennaert verzorgt de hoofdwond die ze daarbij oploopt, maar deze blijkt later toch zodanig ontstoken dat de maden erin rondkruipen. Sylke raakt vervolgens steeds verwarder en slaat wartaal uit. Lennaert raakt bezeten van de schelp van Jan.
Lennaert stuurt de jongeren het bos in. Wanneer hij achter ze aankomt, betrapt hij Marco en Emilie tijdens een vrijpartij. Hij trekt ze kwaad uit elkaar en snijdt zijn zoon de keel af. Jan vlucht het bos in en valt daar in slaap. Wanneer hij wakker wordt, ziet hij zijn moeder, eveneens met afgesneden keel. Hij hoort Emilie krijsen en haast zich naar haar toe. Lennaert probeert haar met geknevelde armen de poel in te krijgen. Jan slaat hem bewusteloos met een stuk hout. Daarna stopt hij zijn vader in een slaapzak en gooien Emilie en hij die samen de poel in. Lennaert ziet de jonge vrouw in het water op hem afkomen terwijl hij verdrinkt.
Jan gooit de schelp de poel in. Daarna gaat hij met Emilie een pad zoeken om het bos uit te komen, erop vertrouwend dat dit nu moet lukken. Een tijd later staan ze weer in het kamp. Hij kijkt Emilie indringend aan.

### Epiloog
Jan loopt aan de rand van het bos. Hij ziet een autoweg. Hij loopt hand in hand met een meisje dat een capuchon draagt; de jonge vrouw uit zijn dromen.

## Rolverdeling
- Gijs Scholten van Aschat - Lennaert
- Carine Crutzen - Sylke
- Alex Hendrickx - Jan
- Chris Peters - Marco
- Bart Klever - Rob
- Jamie Grant - Emilie
- Katja Herbers - Jenny, de vrouwelijke verschijning